# Clemens von Looz-Corswarem
Clemens Graf von Looz-Corswarem (* 30. Januar 1947 in Koblenz; † 28. Dezember 2022) war ein deutscher Historiker und Archivar. Er war von 1988 bis 2012 Leiter des Stadtarchivs Düsseldorf.

## Leben
Clemens von Looz-Corswarem stammte aus der belgischen Hochadelsfamilie Looz-Corswarem und studierte in Bonn und Münster Geschichte, Germanistik und Kunstgeschichte. 1976 promovierte er in Bonn über ein Thema der Kölner Lokalgeschichte. Zunächst war er Mitarbeiter am Institut für vergleichende Städtegeschichte und Assistent an der Universität Münster. Anschließend absolvierte er als Referendar des Landes Nordrhein-Westfalen die Archivausbildung in Marburg, um anschließend von 1982 bis 1985 beim Historischen Archiv der Stadt Köln tätig zu sein. Schließlich arbeitete er seit 1985 am Stadtarchiv Düsseldorf und übernahm dessen Leitung 1988 als Nachfolger von Hugo Weidenhaupt. In dieser Funktion veröffentlichte er nicht nur zahlreiche Aufsätze und Schriften, sondern nahm auch eine Lehrtätigkeit an der Heinrich-Heine-Universität in Düsseldorf wahr. 1997 wurde Looz-Corswarem Honorarprofessor an der Heinrich-Heine-Universität. Seit 1995 gehörte er dem Vorstand des Düsseldorfer Geschichtsvereins an und war bereits ab 1989 stellvertretender Vorsitzender und Schriftleiter des Düsseldorfer Jahrbuchs. Sein Nachfolger als Leiter des Stadtarchivs Düsseldorf wurde Benedikt Mauer.

## Schriften
- Das Finanzwesen der Stadt Köln im 18. Jahrhundert. Beiträge zur Verwaltungsgeschichte einer Reichsstadt (Dissertation, Univ. Bonn 1976).
- Schifffahrt und Handel auf dem Rhein vom Mittelalter bis ins 19. Jahrhundert. Beiträge zur Verkehrsgeschichte. Böhlau Verlag, Köln 2020, ISBN 978-3-412-51771-7.
- Das Erzbistum Trier, Teil 12: Das Kollegiatstift St. Martin und St. Severus zu Münstermaifeld (= Germania Sacra. Die Kirche des Alten Reiches und ihre Institutionen. Dritte Folge, Bd. 10). de Gruyter, Berlin 2015, ISBN 978-3-11-040936-9.
- als Herausgeber (mit Benedikt Mauer): Das große Düsseldorf-Lexikon. Greven, Köln 2012, ISBN 978-3-7743-0485-7.